# オルニーの病変
オルニーの病変（英語: Olney's lesions）は、NMDA受容体拮抗薬神経毒性（NMDA receptor antagonist neurotoxicity、NAN）とも呼ばれ、潜在的な脳損傷の形態である。命名は、研究者ジョン・オルニーの名前に由来する。オルニーはフェンサイクリジン (PCP) と類薬によるラットにおける神経毒性を研究した。

## 歴史
従来、覚醒剤精神病が知られ、アンフェタミンの使用を中止すると1か月以内に症状が消失するが、その幻覚や妄想の症状は統合失調症と酷似するため動物モデルおよび、統合失調症はドーパミンという神経伝達物質の過剰が原因であるという仮説の根拠となったが、これに従った治療薬の抗精神病薬は慢性の統合失調症への効果に乏しいため仮説の限界も迎えていた。
1973年のアメリカのある病院では、統合失調症の症状を呈する患者が3倍に増加し、調査したところ、その原因として麻酔薬のフェンサイクリジン (PCP) の乱用があった。この際、統合失調症のもう一方の症状である、無関心や引きこもりといった症状まで模倣しており、フェンサイクリジンから新たな統合失調症の仮説がもたらされるのではないかと考えられた。フェンサイクリジンによる症状は、NMDA受容体（N-メチル-D-アスパラギン酸の受容体）を介してグルタミン酸の作用を抑制することで生じるとされる。
一方、歴史的にはグルタミン酸の作用を増強すれば興奮毒性が生じるため、その害を抑える方が先に注目されてきたのである。ジョン・オルニーは、うまみ成分として知られるグルタミン酸ナトリウムの大量摂取による中華料理店症候群の副作用が知られることから、脳がまだ未発達の出生直後の超大量にマウスに投与し、脳の視床下部の弓状核という部位に細胞死が起こっていることをつきとめた（成長した動物の脳では血液脳関門がグルタミン酸をほとんど通さない）。
1988年にはオルニーは、（グルタミン酸とは反対に）NMDA受容体を阻害するジゾシルピン (MK-801)を成熟したラットに投与することで、脳の部帯状回という部位に独特の空泡変性が生じることをつきとめた。幼いラットではこの結果は見られなかった。ジゾシルピン (MK-801)は、抗てんかん薬の治療薬の候補として研究されていたが、純粋なNMDA拮抗薬として、後にフェンサイクリジンに代わって研究に使われるようになる。
ジゾシルピン (MK-801)をラットに1.0mg/kgを皮下投与後、およそ12時間後まで神経毒性的な変化が観察された。大部分の細胞空泡化は、光学顕微鏡では24時間後に正常に見えた。空泡化反応は、光学顕微鏡でも48時間後まで観察された。NMDA受容体拮抗薬のジゾシルピンとフェンサイクリジンの反復投与後の空泡化反応は、単回投与後と一致している様に見えた。累積的な神経毒性の影響は証拠がなかったものの、反復投与では不可逆的な段階まで進行した。
NMDA受容体拮抗薬にはジゾシルピン、フェンサイクリジン、ケタミンなどがある。NMDA受容体拮抗薬の投与2時間後、後帯状皮質と脳梁膨大後部皮質の神経細胞を電子顕微鏡写真で観察したところ、ミトコンドリアが溶解し大きく空泡化していた。光学顕微鏡で観察できる神経毒性的な変化をもたらしたのはケタミンとチレタミンで、最低投与量は、それぞれ40mg/kgと10mg/kgであった（両方、皮下投与）。ケタミンは麻酔用途では1〜2mg/kg用量で静注、向精神薬としては0.5mg/kg経口摂取とされる。これらの神経毒性的な変化はNMDA受容体拮抗薬としての効力と一致していた（ジゾシルピン > フェンサイクリジン > チレタミン > ケタミン）。

## 議論
カール・ヤンセンは、著書『ケタミン-夢と現実』という2004年の著書にて、2000年時点でサルにおいては、有毒な細胞変化を生じさせたとする証拠は発表されていないと述べた。また、未発表の実験であるが、サルではジゾシルピン (MK-801) はいかなる空泡を生じさせなかったと記しており、オルニーの同僚に見解を求めたところ、サルが若すぎるのではと考え、彼はその実験で用いられたサルが年老いているという健康証明書や製薬会社による発表があるまで、この事実を受け入れないということであった。